# Og-tegn
Og-tegn ( & ) &-tegn eller et-tegn er et logogram, der repræsenterer ordet og.
Tegnet "&" er oprindelig en ligatur (sammenskrivning) af bogstavet "e" og bogstavet "t", i ordet "et", det latinske ord for "og".
Dette ses ikke så tydeligt i den nu almindelige udgave af &-tegnet, men fremgår af det klassiske tegn, som det kan ses på billedet. Et-tegnet bruges ofte som betegnelse indenfor typografien.
Den romerske statsmand Ciceros sekretær, den frigivne slave Marcus Tullius Tiro, var den første, der ordret nedskrev en tale til senatet, og hans stenografiske system, der blev omtalt som notae Tironianae, blev stadig anvendt af kirken på 500-tallet. Rester af det har overlevet til i dag – mest kendt er netop &, men også forkortelserne etc. (etcetera), ca. (cirka) og NB (notabene), samt i.e. (id est = dvs.) og e.g. (exempli gratia = fx) der bl.a. anvendes på engelsk. 
Tegnet er kendt fra romerske kilder fra 1. århundrede e.Kr., hvor tegnet var mere firkantet end det nuværende. Det udviklede sig langsomt til den mere svungne form, som ses til højre på billedet. Kalligrafer udviklede i løbet af middelalderen tegnet til den nuværende form, sandsynligvis på grund af, at det var lettere at skrive. &-tegnet er på dansk det eneste tilbageblevne af middelalderens mange latinske ligaturer, dog er "@" (snabel-a) vendt tilbage i form af e-mail-adresser.

## Den danske brug af &-tegnet
Tegnet kan ikke direkte erstatte en hvilken som helst brug af ordet 'og'; tegnet indikerer et tættere bånd end et almindeligt og, og bør derfor på dansk kun anvendes, når det forener flere dele til et hele. Eksempelvis er "Bang & Olufsen" udtryk for et hele, mens "jeg så en hest og en hund" ikke er det.

## Computerprogrammering
Indenfor computerprogrammering anvendes &-tegnet typisk til at betegne et logisk OG (en:logical AND). I programmeringssprog, der stammer fra C, skelnes der mellem:
- && for logisk 'og'
- & for bitvist 'og' (bør dog ikke tages fejl af pointer referense &-tegnet)

I mange kommandofortolkere Kommandoprompt, ksh, bash, PowerShell etc. bruges det som numerisk reference til en stream (file handle). Som i eksemplet her, hvor output til stream nummer 2 (stderr) omdirigeres til stream nummer 1 (stdout):

command > file 2>&1'

I Kommandoprompt bruges & som adskillelsestegn mellem flere kommandoer. Kommandoerne afvikles fra venstre mod højre og fejl stopper ikke afviklingen:

command1 & command2 & command3

I Kommandoprompt bruges && til at afvikle den næste kommando, hvis den forrige gik godt:

command && echo OK

Den modsatte funktion kan laves med ||
I Unix-baserede kommandofortolkere bruges tegnet til at starte en kommando i baggrunden:

command &

I PowerShell bruges tegnet til at udføre kommandoer indholdt i variable, hvis navn står i en streng eller scriptblock:

PS> & "fil med mellemrum.ps1"

PS> $scriptblock={ 2 + 3}

PS> &$scriptblock

PS> &{ 2 + 3 }

I PowerShell version 2, kan man yderligere bruge det til at referere til interne definitioner i moduler. Læs mere her (engelsk). Et eksempel:

PS> $m = import-module .\NoExport.psm1 -passthru

PS> & $m {Hidden 'bar'}